# Augusto Premoli
Augusto Premoli (data desconhecida ?) foi um pentatleta olímpico argentino. 

## Carreira
Augusto Premoli representou a Argentina nos Jogos Olímpicos de 1948, na qual ficou na 21° posição no individual. 